# Округ Грејам (Аризона)
Округ Грејам (енгл. Graham County) је округ у америчкој савезној држави Аризона. По попису из 2010. године број становника је 37.220. Седиште округа је град Сафорд.

## Демографија
Према попису становништва из 2010. у округу је живело 37.220 становника, што је 3.731 (11,1%) становника више него 2000. године.
| Група             | 2000.          | 2010.          |
| Белци             | 18.488 (55,2%) | 19.483 (52,3%) |
| Афроамериканци    | 625 (1,9%)     | 683 (1,8%)     |
| Азијати           | 188 (0,6%)     | 200 (0,5%)     |
| Хиспаноамериканци | 9.054 (27,0%)  | 11.320 (30,4%) |
| Укупно            | 33.489         | 37.220         |